# ŽNK Motičina Donja Motičina
ŽNK Motičina, ženski je nogometni klub iz Donje Motičine.

## Povijest
Ženski nogometni klub Motičina osnovan je 14. srpnja 2001. godine.
Klub se trenutačno nalazi u mirovanju. 